# Схема Шнорра
Схема Шнорра (англ. schnorr scheme) — одна из наиболее эффективных и теоретически обоснованных схем аутентификации. Безопасность схемы основывается на трудности вычисления дискретных логарифмов. Предложенная Клаусом Шнорром схема является модификацией схем Эль-Гамаля (1985) и Фиата-Шамира (1986), но имеет меньший размер подписи. Схема Шнорра лежит в основе стандарта Республики Беларусь СТБ 1176.2-99 и южнокорейских стандартов KCDSA и EC-KCDSA. Она была покрыта патентом США 4999082, который истек в феврале 2008 года.

## Введение
Схемы аутентификации и электронной подписи — одни из наиболее важных и распространенных типов криптографических протоколов, которые обеспечивают целостность информации.
Понять назначение протоколов аутентификации можно легко на следующем примере. Предположим, что у нас есть информационная система, в которой необходимо разграничить доступ к различным данным. Также в данной системе присутствует администратор, который хранит все идентификаторы пользователей с сопоставленным набором прав, с помощью которого происходит разграничение доступа к ресурсам. Одному пользователю может быть одновременно разрешено читать один файл, изменять второй и в то же время закрыт доступ к третьему. В данном примере под обеспечением целостности информации понимается предотвращение доступа к системе лиц, не являющихся её пользователями, а также предотвращение доступа пользователей к тем ресурсам, на которые у них нет полномочий. Наиболее распространенный метод разграничения доступа, парольная защита, имеет массу недостатков, поэтому перейдем к криптографической постановке задачи.
В протоколе имеются два участника — Алиса, которая хочет подтвердить свой идентификатор, и Боб, который должен проверить это подтверждение. У Алисы имеется два ключа — {\displaystyle \mathrm {K} _{1}}, открытый (общедоступный), и {\displaystyle \mathrm {K} _{2}} — закрытый (приватный) ключ, известный только Алисе. Фактически, Боб должен проверить, что Алиса знает свой закрытый ключ {\displaystyle \mathrm {K} _{2}}, используя только {\displaystyle \mathrm {K} _{1}}.
Схема Шнорра — одна из наиболее эффективных среди практических протоколов аутентификации, реализующая данную задачу. Она минимизирует зависимость вычислений, необходимых для создания подписи, от сообщения. В этой схеме основные вычисления могут быть сделаны во время простоя процессора, что позволяет увеличить скорость подписания. Как и DSA, схема Шнорра использует подгруппу порядка {\displaystyle q} в {\displaystyle \mathbb {Z} _{p}^{*}}. Также данный метод использует хеш-функцию {\displaystyle h:\{0,1\}^{*}\to \mathbb {Z} _{p}}.

## Генерация ключей
Генерация ключей для схемы подписи Шнорра происходит так же, как и генерация ключей для DSA, кроме того, что не существует никаких ограничений по размерам. Заметим также, что модуль {\displaystyle p} может быть вычислен автономно.
1. Выбирается простое число {\displaystyle p}, которое по длине обычно равняется {\displaystyle 1024} битам.
2. Выбирается другое простое число {\displaystyle q} таким, чтобы оно было делителем числа {\displaystyle p-1}. Или другими словами должно выполняться {\displaystyle p-1\equiv 0{\pmod {q}}}. Размер для числа {\displaystyle q} принято выбирать равным {\displaystyle 160} битам.
3. Выбирается число {\displaystyle g}, отличное от {\displaystyle 1}, такое, что {\displaystyle g^{q}\equiv 1{\pmod {p}}}.
4. Пегги выбирает случайное целое число {\displaystyle w} меньшее {\displaystyle q}.
5. Пегги вычисляет {\displaystyle y=g^{q-w}{\pmod {p}}}.
6. Общедоступный ключ Пегги — {\displaystyle (p,q,g,y)}, секретный ключ Пегги — {\displaystyle w}.

## Протокол проверки подлинности

### Алгоритм работы протокола
1. Предварительная обработка. Алиса выбирает случайное число {\displaystyle r}, меньшее {\displaystyle q}, и вычисляет {\displaystyle x=g^{r}{\pmod {p}}}. Эти вычисления являются предварительными и могут быть выполнены задолго до появления Боба.
2. Инициирование. Алиса посылает {\displaystyle x} Бобу.
3. Боб выбирает случайное число {\displaystyle e} из диапазона от {\displaystyle 0} до {\displaystyle 2^{t}-1} и отправляет его Алисе.
4. Алиса вычисляет {\displaystyle s=r+we{\pmod {q}}} и посылает {\displaystyle s} Бобу.
5. Подтверждение. Боб проверяет что {\displaystyle x=g^{s}y^{e}{\pmod {p}}}

Безопасность алгоритма зависит от параметра t. Сложность вскрытия алгоритма примерно равна {\displaystyle 2^{t}}. Шнорр советует использовать t около 72 битов, для {\displaystyle p\geq 2^{512}} и {\displaystyle q\geq 2^{140}}. Для решения задачи дискретного логарифма, в этом случае, требуется по крайней мере {\displaystyle 2^{72}} шагов известных алгоритмов.

### Пример
Генерация ключей:
- Выбирается простое {\displaystyle p=48731} и простое {\displaystyle q=443} ({\displaystyle q|p-1})
- Вычисляется {\displaystyle g} из условия {\displaystyle g^{q}=1{\pmod {p}}}, в данном случае {\displaystyle g=11444}
- Алиса выбирает секретный ключ {\displaystyle w=357} и вычисляет открытый {\displaystyle y=g^{q-w}{\pmod {p}}=7355} ключ
- Алиса отправляет открытый ключ {\displaystyle (p,q,g,y)} соответственно равный {\displaystyle (48731,443,11444,7355)}, закрытый оставляет у себя  — {\displaystyle w=357}

Проверка подлинности:
- Алиса выбирает случайное число {\displaystyle r=274} и отсылает {\displaystyle x=g^{r}{\pmod {p}}=37123} Бобу.
- Боб отсылает Алисе число {\displaystyle e=129}
- Алиса считает {\displaystyle s=(r+w*e){\pmod {q}}=255} и отправляет {\displaystyle s} Бобу.
- Боб вычисляет {\displaystyle z=g^{s}*y^{e}{\pmod {p}}=37123} и идентифицирует Алису, так как {\displaystyle z=x}.

### Атаки на Схему

#### Пассивный противник
Если в схеме Шнорра предположить, что Алиса является противником, то на шаге 1 она может выбрать {\displaystyle x} случайным, но эффективным способом. Пусть {\displaystyle x} — это переданное Алисой число. Предположим, что можно найти два случайных числа {\displaystyle e_{1}} и {\displaystyle e_{2}} такие, что {\displaystyle e_{1}\neq e_{2}} и для каждого из них Алиса может найти соответствующие {\displaystyle s_{1}} и {\displaystyle s_{2}}, для которых подтверждение даст положительный результат.
Получаем:
{\displaystyle x=g^{s_{1}}y^{e_{1}}{\bmod {p}}}
{\displaystyle x=g^{s_{2}}y^{e_{2}}{\bmod {p}}}.
Отсюда {\displaystyle g^{s_{1}}y^{e_{1}}=g^{s_{2}}y^{e_{2}}{\pmod {p}}} или же {\displaystyle y^{e_{1}-e_{2}}=g^{s_{2}-s_{1}}{\pmod {p}}}. Так как {\displaystyle e_{1}\neq e_{2}}, то существует {\displaystyle (e_{2}-e_{1})^{-1}{\bmod {q}}} и, следовательно, {\displaystyle (s_{1}-s_{2})(e_{2}-e_{1})^{-1}=w{\bmod {q}}}, то есть дискретный логарифм {\displaystyle y}. Таким образом, либо {\displaystyle e_{1},e_{2},e_{1}\neq e_{2}} такие, что Алиса может ответить надлежащим образом на оба из них (при одном и том же {\displaystyle x}) на шаге 3 протокола, встречаются редко, что означает, что атака Алисы успешна лишь с пренебрежимо малой вероятностью. Либо такие значения попадаются часто, и тогда тот алгоритм, который применяет Алиса, можно использовать для вычисления дискретных логарифмов.
Иными словами, доказано, что в предположении трудности задачи дискретного логарифмирования схема аутентификации Шнорра является стойкой против пассивного противника, то есть корректной.

#### Активный противник
Активный противник может провести некоторое количество сеансов выполнения протокола в качестве проверяющего с честным доказывающим (или подслушать такие выполнения) и после этого попытаться атаковать схему аутентификации. Для стойкости против активного противника достаточно, чтобы протокол аутентификации был доказательством с нулевым разглашением. Однако свойство нулевого разглашения для схемы Шнорра до сих пор никому доказать не удалось.

## Протокол цифровой подписи
Алгоритм Шнорра также можно использовать и в качестве протокола цифровой подписи сообщения {\displaystyle M}. Пара ключей используется та же самая, но добавляется однонаправленная хеш-функция {\displaystyle H(M)}.

### Генерация подписи
1. Предварительная обработка. Пегги выбирает случайное число {\displaystyle r}, меньшее {\displaystyle q}, и вычисляет {\displaystyle x=g^{r}{\pmod {p}}}. Это стадия предварительных вычислений. Стоит отметить, что для подписи разных сообщений могут использоваться одинаковые открытый и закрытый ключи, в то время как число {\displaystyle r} выбирается заново для каждого сообщения.
2. Пегги объединяет сообщение {\displaystyle M} и {\displaystyle x} и хеширует результат для получения первой подписи:
{\displaystyle S_{1}=H(M|g^{r}{\bmod {p}})}
3. Пегги вычисляет вторую подпись. Необходимо отметить, что вторая подпись вычисляется по модулю {\displaystyle q}.
{\displaystyle S_{2}=r+wS_{1}{\bmod {q}}}.
4. Пегги отправляет Виктору сообщение {\displaystyle M} и подписи {\displaystyle S_{1}}, {\displaystyle S_{2}}.

### Проверка подписи
1. Виктор вычисляет {\displaystyle X=g^{S_{2}}y^{S_{1}}{\bmod {p}}} (либо {\displaystyle X=g^{S_{2}}y^{-S_{1}}{\bmod {p}}}, если вычислять {\displaystyle y} как {\displaystyle y=g^{w}{\pmod {p}}}).
2. Виктор проверяет, что {\displaystyle H(M|X)=S_{1}}. Если это так, то он считает подпись верной.

### Эффективность
Основные вычисления для генерации подписи производятся на этапе предварительной обработки и на этапе вычисления {\displaystyle wS_{1}{\bmod {q}}}, где числа {\displaystyle w} и {\displaystyle S_{1}} имеют порядок {\displaystyle 140} битов, а параметр {\displaystyle r} — {\displaystyle 72} бита. Последнее умножение ничтожно мало по сравнению с модульным умножением в схеме RSA.
Проверка подписи состоит в основном из расчета {\displaystyle X=g^{S_{2}}y^{S_{1}}}, который может быть сделан в среднем за {\displaystyle 1.5l+0.25t} вычислений по модулю {\displaystyle p}, где {\displaystyle l=[log_{2}q]} есть длина {\displaystyle q} в битах.
Более короткая подпись позволяет сократить количество операций для генерации подписи и верификации: в схеме Шнорра {\displaystyle O(\log _{2}q\log _{2}^{2}p)}, а в схеме Эль-Гамаля {\displaystyle O(\log ^{3}p)}.

### Пример
Генерация ключей:
1. {\displaystyle q=103} и {\displaystyle p=2267}. Причем {\displaystyle p=22q+1}.
2. Выбирается {\displaystyle f=2}, который является элементом в поле {\displaystyle Z_{2267*}}. Тогда {\displaystyle {\frac {p-1}{q}}=22} и {\displaystyle g=2^{22}{\bmod {2}}267=354}
3. Пегги выбирает ключ {\displaystyle w=30}, тогда {\displaystyle y=1206}
4. Секретный ключ Пегги — {\displaystyle 30}, открытый ключ — {\displaystyle (103,2267,354,1206)}.

Подпись сообщения:
1. Пегги нужно подписать сообщение {\displaystyle M=1000}.
2. Пегги выбирает {\displaystyle r=11} и вычисляет {\displaystyle g^{r}=354^{11}=630mod2267}.
3. Предположим, что сообщение — {\displaystyle 1000} , и последовательное соединение означает {\displaystyle 1000630} . Также предположим, что хеширование этого значения дает дайджест {\displaystyle H(1000630)=200} . Это означает {\displaystyle S_{1}=200} .
4. Пегги вычисляет {\displaystyle S_{2}=r+wS_{1}modq=11+30*200mod103=11+26=37}.
5. Пегги отправляет Виктору {\displaystyle M=1000}, {\displaystyle S_{1}=200} и {\displaystyle S_{2}=37}.

## Патенты
Схема Шнорра имеет патенты в ряде стран. Например, в США № 4,995,082 от 19 февраля 1991 года (истёк 19 февраля 2008 года). В 1993 году Public Key Partners (PKP) из Саннивейла (Sunnyvale) приобрела мировые права на данный патент. Кроме США, данная схема запатентована также и в нескольких других странах.

## Модификации схемы
Модификация схемы, которая была выполнена Эрни Брикеллом (Brickell) и Кевином МакКерли (McCurley) в 1992 году, значительно повысила безопасность данной схемы.
В их методе используется число {\displaystyle p}, которое так же, как и {\displaystyle p-1}, сложно разложить, простой делитель {\displaystyle q} числа {\displaystyle p-1} и элемент {\displaystyle \alpha } порядка {\displaystyle q} в {\displaystyle \mathbb {Z} _{p}^{*}}, которые впоследствии применяются в подписи. В отличие от схемы Шнорра подпись в их методе вычисляется уравнением
{\displaystyle s=e\alpha +k{\bmod {(}}p-1)}.

### Преимущества
В то время, как в вычислительном плане модификация Брикелл и МакКерли менее эффективна, чем схема Шнорра, данный метод имеет преимущество, так как основывается на трудности двух сложных задач:
- вычисление логарифма в циклической подгруппе порядка {\displaystyle q} в {\displaystyle \mathbb {Z} _{p}^{*}};
- разложение {\displaystyle p-1} на множители.